# Alamogordo
La ville américaine d’Alamogordo est le siège du comté d’Otero, dans l’État du Nouveau-Mexique. Elle est située à l'est du désert de gypse de White Sands, à mi-chemin entre Albuquerque et El Paso, et au nord du parc d'État d'Oliver Lee Memorial. En 2000, la population de la ville s’élevait à 35 582 habitants.

## Histoire

### Bombe Trinity
Le 16 juillet 1945, le premier essai nucléaire de l'histoire a lieu sur le Alamogordo Test Range, dans le désert Jornada del Muerto. Le site où la bombe nommée Gadget a explosé est devenu un lieu touristique et une source de revenus pour Alamogordo.
La Holloman Air Force Base emploie environ 6 000 personnes.

## Démographie
| Groupe            | Alamogordo | Nouveau-Mexique | États-Unis |
| ----------------- | ---------- | --------------- | ---------- |
| Blancs            | 76,8       | 68,4            | 72,4       |
| Autres            | 9,3        | 15,1            | 6,2        |
| Afro-Américains   | 5,4        | 2,1             | 12,6       |
| Métis             | 4,9        | 3,8             | 2,9        |
| Asiatiques        | 1,7        | 1,4             | 4,8        |
| Amérindiens       | 1,4        | 9,4             | 0,9        |
| Océaniens         | 0,3        | 0,1             | 0,2        |
| Total             | 100        | 100             | 100        |
|                   |            |                 |            |
| Latino-Américains | 30,5       | 46,3            | 16,7       |

Selon l'American Community Survey, pour la période 2011-2015, 77,23 % de la population âgée de plus de 5 ans déclare parler l'anglais à la maison, 14,80 % l'espagnol, 5,15 % l'allemand, 0,52 % le coréen et 2,29 % une autre langue.

## Musée de l’exploration spatiale
Un musée consacré à l'exploration spatiale se trouve à Alamogordo, le musée de l'histoire spatiale du Nouveau-Mexique. La tombe du premier chimpanzé-astronaute américain, Ham, qui fut entrainé sur la base aérienne Holloman toute proche, se trouve devant celui-ci.

## Transports
Alamogordo possède un aéroport (White Sands Airport (en), code AITA : ALM).

## Enfouissement de jeux vidéo par Atari
À la suite du krach du jeu vidéo de 1983, en septembre de la même année, l’éditeur de jeux Atari a enfoui dans la décharge municipale d'Alamogordo, aujourd'hui désaffectée, des millions de cartouches de jeux et de consoles provenant de son entrepôt d’El Paso.

## Galerie d'images

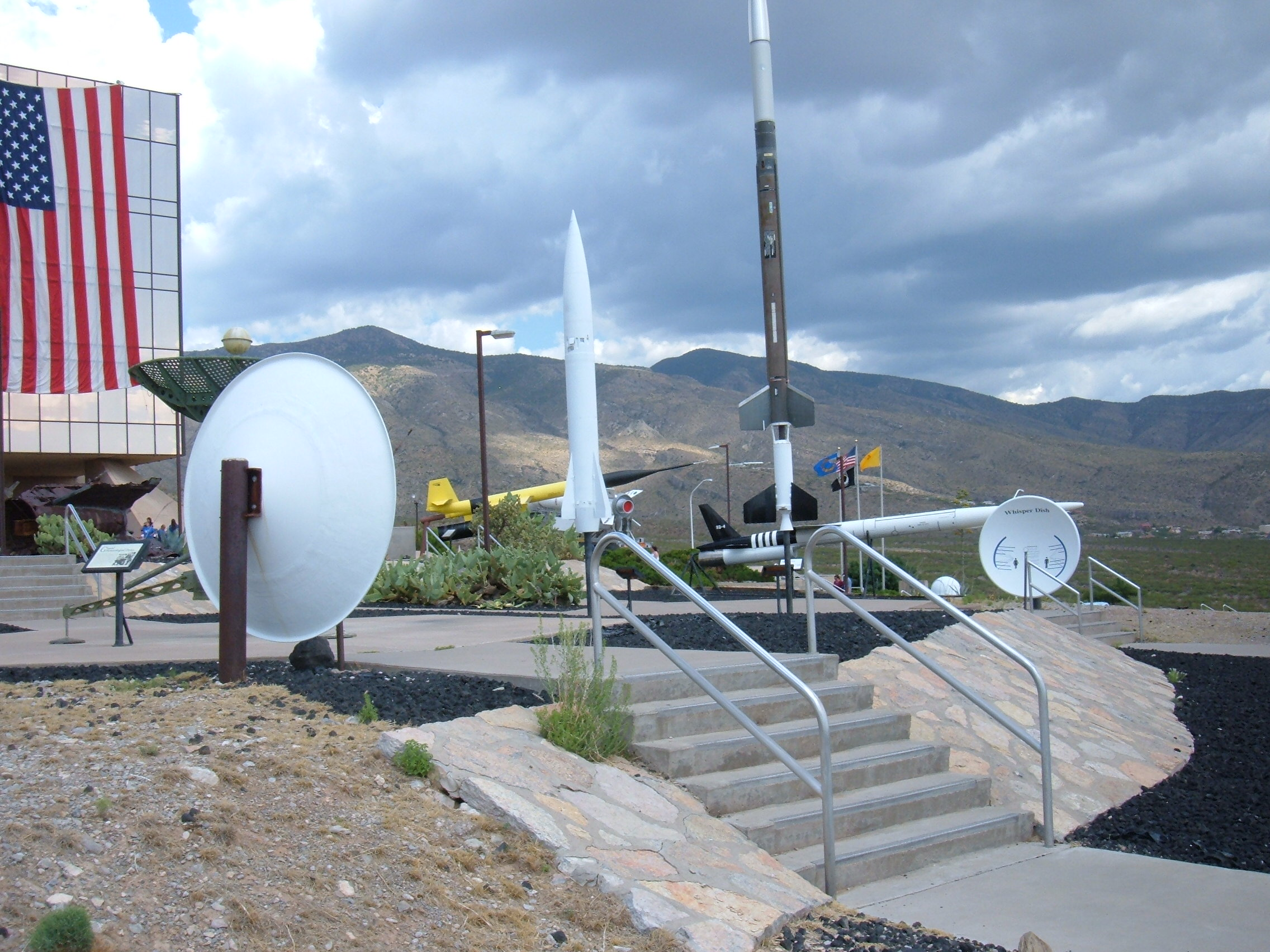
Le musée de l'espace
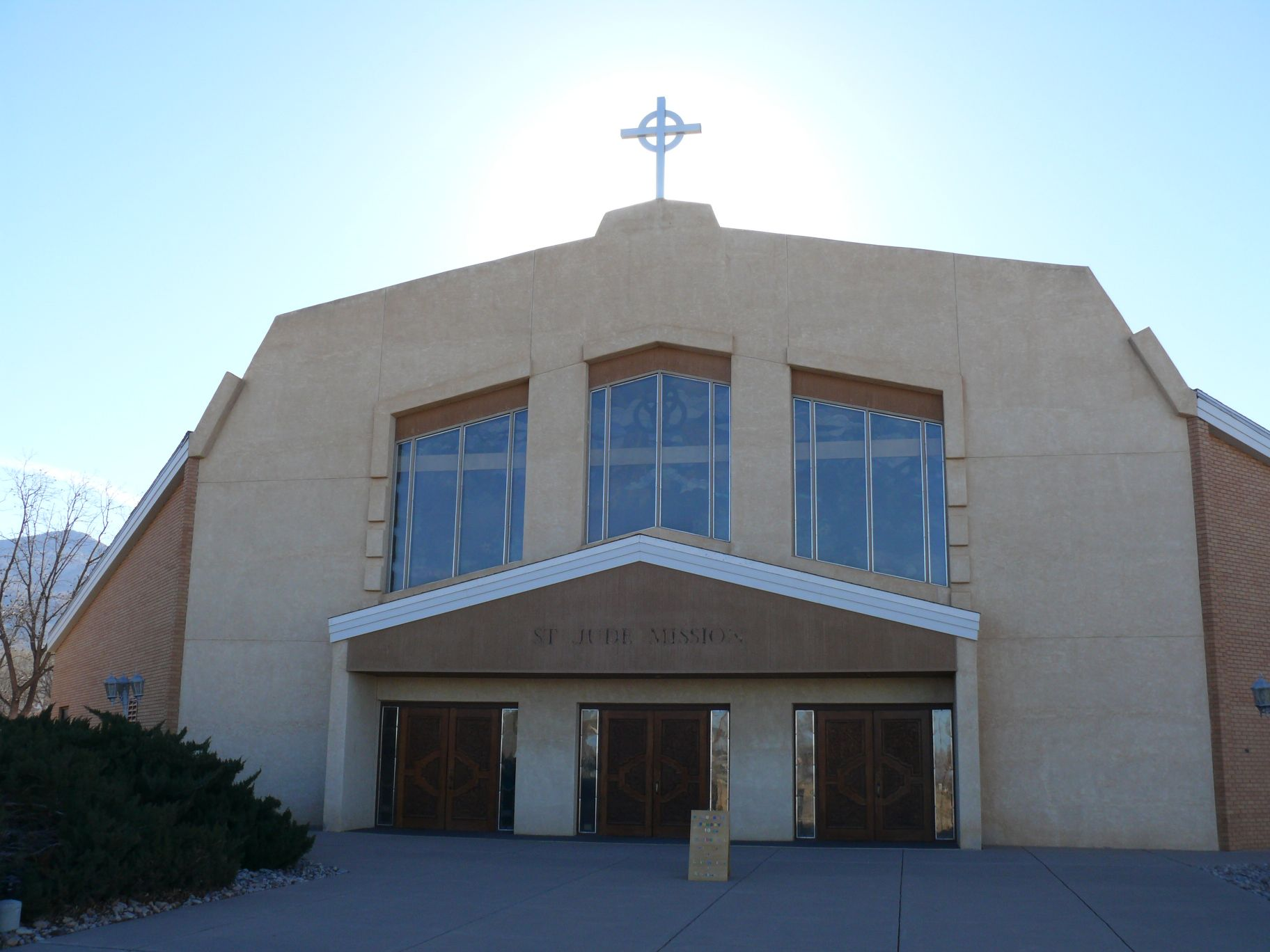
La mission Saint-Jude